# Kakaura
Kakaura (fl. XXII secolo a.C.) è stato un faraone appartenente alla VIII dinastia egizia.

## Biografia
L'unica delle liste reali che riporta i nomi dei sovrani che formano VIII dinastia è quella di Abido, in cui Kakaura occupa il posto 53.
Il Canone Reale è danneggiato e del tutto illeggibile proprio nella parte che dovrebbe contenere i sovrani di questa dinastia.
Come per altri sovrani di questa dinastia e delle dinastie IX e X è possibile che Kakaura abbia regnato solamente su parte dell'Egitto e contemporaneamente con altri dinasti.
Per questo sovrano non esistono, allo stato attuale delle conoscenze, reperti archeologici ad esso collegabili.
Alcuni studiosi associano questo sovrano a Ibi, sovrano della VI dinastia, riportato dal Canone Reale in posizione 4.11

## Liste Reali
| ra | A28 | kA · Z2 |

| ra | A28 | kA · Z2 |

| ra | A28 | kA · Z2 |

| ra | A28 | kA · Z2 |

| ra | A28 | kA · Z2 |

| ra | A28 | kA · Z2 |

| ra | A28 | kA · Z2 |

| ra | A28 | kA · Z2 |